# Chó ngao Tây Ban Nha

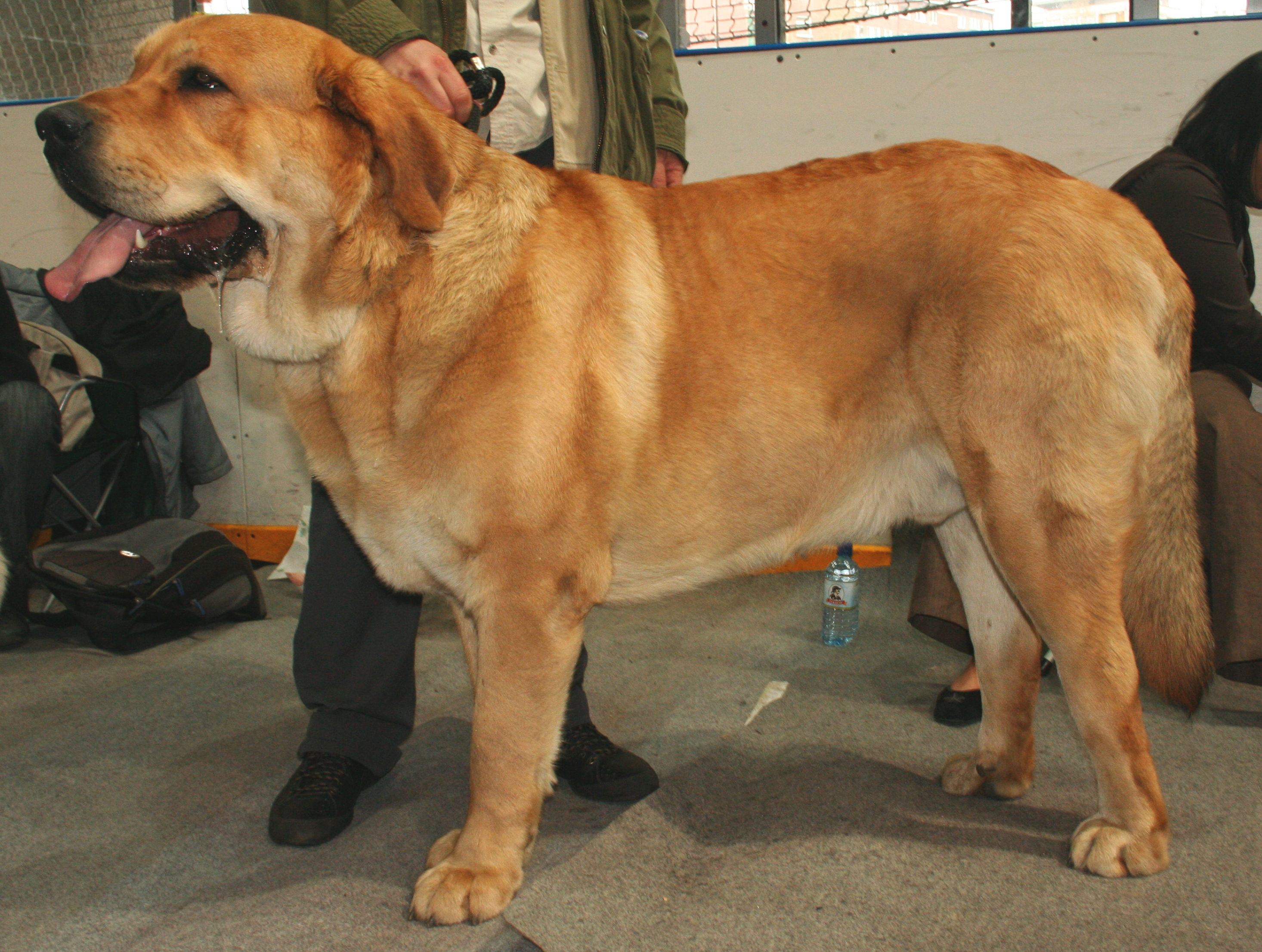
Một con chó ngao Tây Ban Nha (tổng thể toàn thân)

Chó ngao Tây Ban Nha (tiếng Tây Ban Nha: Mastín español/Spanish Mastiff) là một giống chó ngao có nguồn gốc từ Tây Ban Nha. Chúng khởi thủy là giống chó được sử dụng cho mục đích giữ nhà, chăn gia súc, chống chọi với chó sói và các loài săn mồi khác với thể chất và bản tính mạnh mẽ. Ngày nay nhiều cá thể được nuôi để làm bầu bạn. Chó ngao Tây Ban Nha là tổ tiên của giống chó Rafeiro do Alentejo của Bồ Đào Nha và có vai trò là tổ tiên và đóng góp cho sự phát triển của nhiều giống chó ngao khác như chó St Bernard, chó ngao Argentina Dogo Argentino, giống chó chăn cừu châu Á được tạo ra gần đây và có thể nhiều giống khác.
Giống chó này đã trải qua nhiều lần lai tạo với những loài chó ngao nước ngoài, như St Bernard và những giống chó ngao khác, trong suốt nhiều thập kỷ trước đã gây ra sự suy giảm lớn về số lượng những cá thể thuần chủng gây ra lo lắng cho những người yêu thích. Nhưng ngày nay giống chó ngao Tây Ban Nha này đã được tái lập lại cấu trúc thuần chủng. Chó Ngao Tây Ban Nha đã được công nhận như một loài chó quốc gia (Quốc khuyển) của Tây Ban Nha. Chúng đã được công nhận bởi các tổ chức và hiệp hội về chó như CKC, FCI, UKC, NKC, ARBA, APRI, ACR. Chúng được xếp vào nhóm chó ngao, chó chăn gia súc. 

## Lịch sử

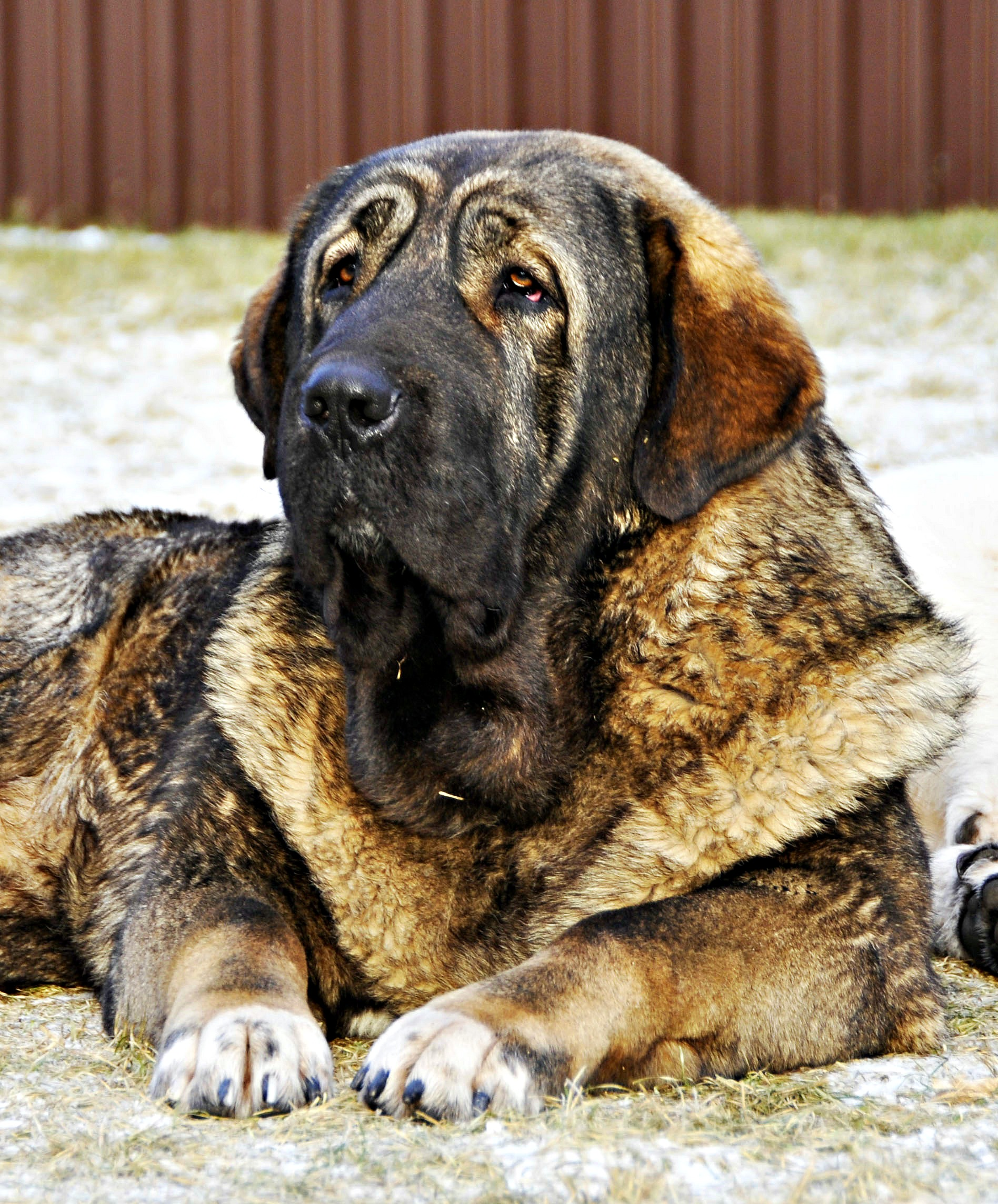
Một con chó ngao Tây Ban Nha

Chó ngao Tây Ban Nha là giống chó địa phương của khu vực Extremadura của Tây Ban Nha. Nó đã có thời gian trở nên phổ biến ở nước này. Nó có nguồn gốc từ giống chó ngao cổ xưa, mà có thể được tìm thấy vào 2.000 năm trước Công Nguyên. Những con chó này có thể được ra mắt những người ở Bán đảo Iberia (bán đảo Tây Bồ) bởi Những nhà buôn Phoenicia, những người đã mang chúng từ Syria hoặc Ấn Độ, Những con ngao được ra mắt thường xuyên tại những cuộc trình diễn chó vào những năm đầu của thế kỷ đó, tuy nhiên, không có chuẩn nào cho loài này cho đến tận năm 1946.
Chó ngao Tây Ban Nha bản chất là chó canh gác, và những khả năng kèm theo làm cho người ta phối giống nó với những loài khác để hoàn thiện giống này hơn. Nó trở nên quen thuộc ở Tây Ban Nha như một vệ sỹ cho bầy gia súc và gia đình. Một trong những con chó ngao thực sự lớn trên thế giới, giống này vẫn canh gác đàn gia súc khi về già, như nó đã từng làm việc này trong nhiều thế kỷ. Hiệp hội Nuôi Chó Chăn Cừu Tây Ban Nha-Mesta, ghi chép giống chó khổng lổ này đã là một vệ sỹ chống chọi lại những con sói hiệu quả như từ những năm 1400.
Giống này có thể được nhìn thấy với số lượng lớn tại các cuộc trình diễn chó của Tây Ban Nha nhưng tương đối là hiếm thấy ở bên ngoài khu vực Bán đảo Iberia. Giống chó Tây Ban Nha là giống chó bản địa và giờ đây hầu hết số lượng các giống chó bản địa đều ở trong nước này, đặc biệt là ở những vùng núi. Leon ngày nay được biết như thủ đô của chó Ngao Tây Ban Nha. Mặc dù chó ngao Tây Ban Nha là giống rất hiếm ở các nước khác, nhưng giống này rất phổ biến tại Tây Ban Nha. Trong thực tế, giống chó này hầu như cũng phổ biến ở Tây Ban Nha như giống Labrador Retriever ở Bắc Mỹ.
Nhiều đàn chó ngao Tây Ban Nha chất lượng cao, thuần chủng có thể được tìm thấy ở cả khu vực Madrid của Tây Ban Nha và ở Hà Lan và MECA (Câu lạc bộ nuôi Chó Ngao Tây Ban Nha của Mỹ). Câu lạc bộ này bây giờ đang nhập khẩu và nhân giống đàn chó này từ những khu vực để tiến hành cải thiện dòng giống chó Ngao Tây Ban Nha tại Bắc Mỹ và phổ biến kiến thức về loài này. Tuy nhiên, chỉ ở Hà Lan được giới thiệu bởi vì ở Tây Ban Nha, dường như người ta bán cho bạn những con chó có chất lượng cao được coi như thú cưng trong nhà. Những khả năng của con Ngao Tây Ban Nha bao gồm trông nhà, bảo vệ, công việc trong ngành cảnh sát, công việc trong ngành quân đội, lần tìm dấu vết và săn thú.

## Đặc điểm
Chúng có những đặc điểm cơ bản của dòng chó ngao to lớn:

### Thể vóc

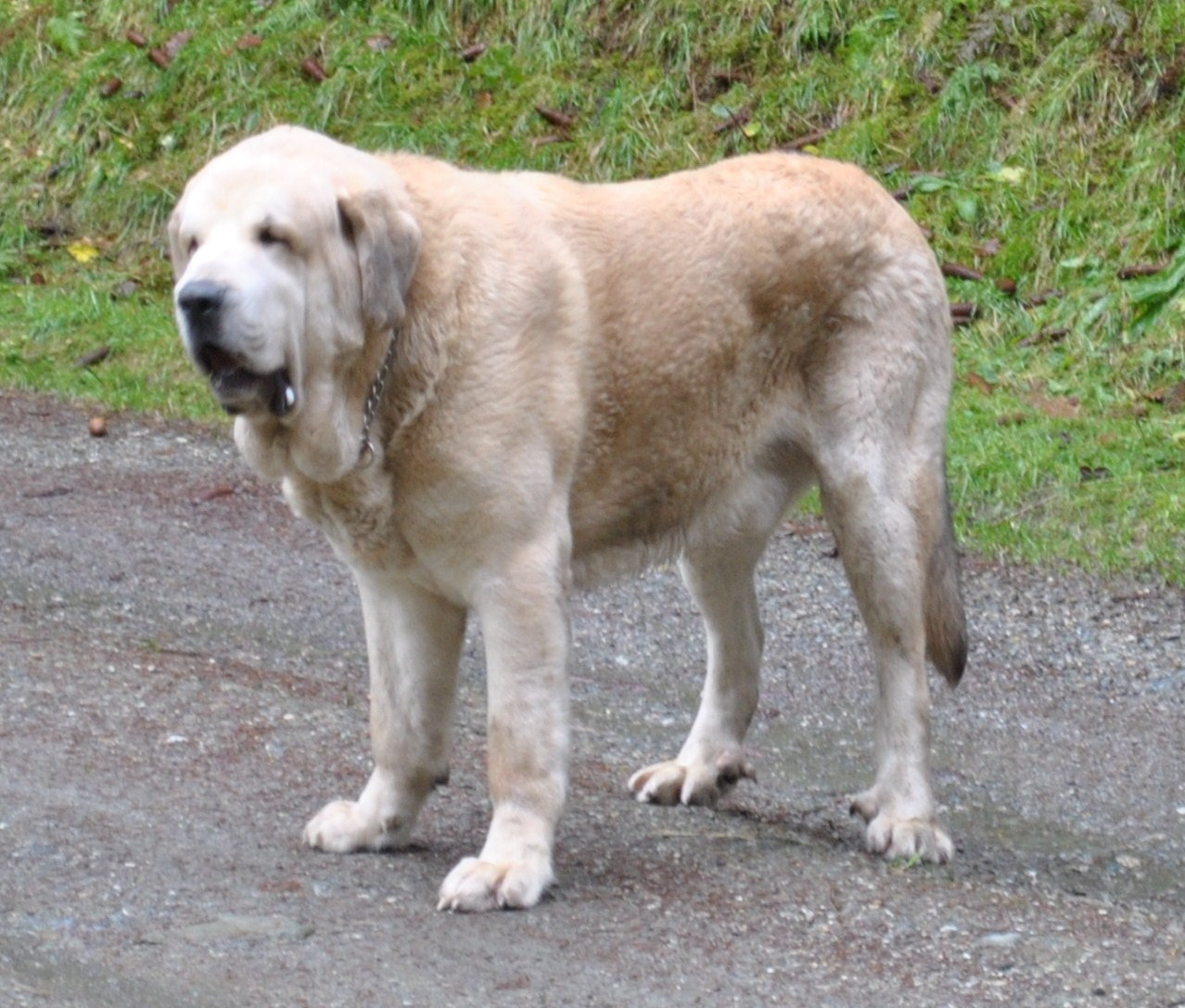
Một con chó ngao Tây Ban Nha cỡ lớn

Chó ngao Tây Ban Nha có tầm vóc lớn và cân nặng, là giống chó lớn nhất trong tất cả các giống chó của Tây Ban Nha và là loài chó chăn gia súc nặng nhất. Chiều cao của chúng khoảng 72 đến 88 cm. Con đực nặng tầm 90 đến 100 kg (nhiều con đực lớn hơn có thể nặng khoảng 120 kg). Con cái nặng khoảng 52 đến 77 kg, cũng chính vì kích thước to lớn của những con chó này, những con Ngao Tây Ban Nha không phù hợp với cuộc sống trong căn hộ. Chó Ngao Tây Ban Nha là loài chó có bề ngoài thô dã, mạnh mẽ, chắc khỏe. Chúng rất to lớn và cơ thể dài với một bộ ngực vạm vỡ và đầy sức mạnh của một đối thủ nặng ký. Cơ thể có hình chữ nhật, hệ thống cơ bắp tốt và xương chúng khỏe.
Đầu thật cân đối và to lớn với chiếc mõm sâu, hàm khỏe, cặp môi dầy và chùm da cổ trĩu xuống đầy cá tính. Dù là giống chó rất nặng cân, sự di chuyển của nó rất thoải mái và khá linh hoạt. Đôi mắt nhỏ, sống động, nói chung nhanh nhẹn, biểu hiện của khuôn mặt phóng khoáng, thư thái. Đôi tai nhọn và rủ xuống lủng lẳng. Có hai loại chó Ngao Tây Ban Nha. Tuy nhiên, hai loại này không được nhìn nhận như những giống loài của bản thân chúng, nhưng thể hình chúng khá đa dạng theo khu vực (loại nặng cân từ miền Bắc và nhẹ cân từ miền Nam và các vùng miền Trung của đất nước) hai loại này thường bị lai tạo.
- Loại chó núi lớn và nặng cân hơn được biết đến là Pesado Mastin (chó ngao lớn): Loại chó núi nặng cân hơn là loài chó ngao Tây Ban Nha mà tham gia vào các cuộc trình diễn và biểu diễn chó, từ khi chúng được nhìn một cách đầy ấn tượng và trở nên phổ biến hơn tại những vùng núi của phía Bắc Tây Ban Nha. Loại này đầu to hơn, xương lớn hơn, da chùng nhiều hơn, có dáng dấp của Chó Ngao hơn, da cổ chùng nhiều hơn và có thể nặng hơn 90 kg.
- Loại nhe cân hơn và có bước đi nhẹ nhàng hơn được gọi là Ligero Mastin (Chó ngao nhỏ) là loại có bước đi nhẹ nhàng hơn thì nhanh hơn, khéo léo và linh hoạt hơn và phổ biến hơn tại Meseta và Andalucia (ở Miền Nam Tây Ban Nha).

### Bộ lông
Chó Ngao Tây Ban Nha có chùm da cổ kép trĩu xuống chân trước, một đặc điểm mà loài này cũng giống với các loài ngao khác như giống chó Pyrenee lớn (Great Pyrenees). Bộ lông ngắn thẳng với lớp lông tơ rậm rạp và bộ lông cấu tạo như một loại len. Da chùng và lỏng trên cơ thể. Màu sắc bao gồm vàng đậm, đỏ, đen, xám lông sói, và nâu đỏ, hoặc màu loang lổ hoặc đốm. Màu trắng không nên chiếm đa phần trên cơ thể. Trung tâm của lưng và đuôi mọc lông dài hơn. Đuôi có rìa lông và rủ thấp.
Bộ lông dầy của con vật bảo vệ nó khỏi khí hậu lạnh và ẩm ướt nên nó có thể sống ngoài trời. Chó ngao Tây Ban Nha có bộ lông kép, chúng rụng lông nhiều 2 lần trong năm và thay lông nhiều vào mùa xuân, lông rụng rải rác quanh năm. Nếu giữ chó trong nhà, chúng sẽ rụng nhiều quanh năm, làm cho Ngao Tây Ban Nha không phù hợp sống trong một căn nhà sạch sẽ và ngăn nắp. Chúng cần chải bộ lông dày, ngắn thường xuyên, đặc biệt khi con chó đang rụng lông và giữ tai sạch sẽ. 

### Thể chất
Từ khi giống này chịu đựng được khí hậu của vùng Meseta của Madrid tại Trung tâm Tây Ban Nha qua hàng nghìn năm, giống Chó Ngao Tây Ban Nha có thể chịu đựng cả nóng nực và lạnh giá mà không gặp vấn đề gì. Tuy nhiên, nên cho chúng ở trong bóng mát và nước uống trong mùa hè. Chúng có thể thích nghi bất kỳ khí hậu nào, nhưng chúng thích khí hậu khô hơn là khí hậu ẩm ướt. Nóng nực kèm theo độ ẩm cao có thể sẽ là vấn đề đối với giống chó này, như ở Tây Ban Nha, một nước bán khô cằn, rộng lớn. Tuổi thọ chúng khoảng 10 đến 11 năm. Tuy nhiên, nhiều con có thể sống đến 14 năm hoặc lâu hơn, đó là thời gian khá dài đối với một con chó lớn. Chúng cũng gặp phải những vấn đề về sức khỏe như bệnh rối loạn về hông, những vấn đề về tim và Entropion (bệnh về mí mắt). Cũng gặp bệnh pano-ostiosis (bệnh phù nề), mắc phải khi chúng đang tuổi phát triển.
Cún con dễ bị chướng bụng do đó nên cho giống chó Ngao Tây Ban Nha non ăn nhiều bữa nhỏ hơn là cho một bữa lớn. Việc sinh sản gặp khó khăn đối với nhiều con ngao Tây Ban Nha và chất C-cection rất cần thiết. Giống chó này thường chảy dãi và có thể ngáy to. Trong khi đó chúng vẫn cần đi dạo hàng ngày, tuy nhiên không cho con Ngao Tây Ban Nha còn non vận động quá nhiều, ví dụ như, nhảy, chạy và chạy lên chạy xuống cầu thang vì đây là giống lớn rất nhanh (trong một giai đoạn giữa 6 đến 8 tháng tuổi, chúng có thể dễ dàng đạt 45 kg). Cần tiết kiệm thời gian và năng lượng để phát triển xương, cơ bắp và gân.
Khi trưởng thành hoàn toàn, loài này có nhu cầu tập luyện trung bình. Như tất cả những chó lớn khác, loài này phát triển rất chậm, đặc biệt là những con đực phát triển liên tục từ 2 năm rưỡi đến 4 năm tuổi. và tuổi thọ khá thấp. Chúng có mức độ hoạt động tương đối thấp và chỉ cần tập luyện ở mức vừa phải. Những chuyến đi dạo hàng ngày khoảng 2 lần, mỗi lần 1 tiếng là tất cả những gì chúng cần. Chúng có xu hướng năng động nhất khi ấu thơ. Hầu hết thời gian, những con chó tương đối thích tĩnh lặng để dự trữ năng lượng khi cần bảo vệ canh gác chống lại những kẻ thù hoặc kẻ xâm nhập. Đây không phải là loài dành cho người thích thể thao, vận động, muốn con chó của mình chạy hoặc đi nhanh bên cạnh xe đạp, chơi đùa hoặc nô giỡn. 

## Tập tính

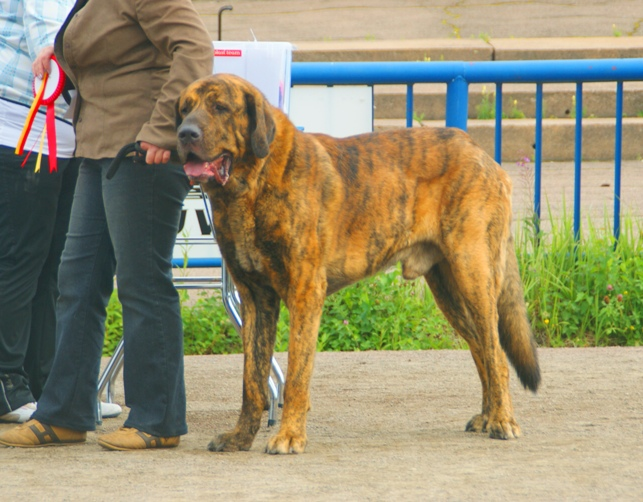
Chúng là giống chó cao lớn và khó dạy

Những con Ngao Tây Ban Nha, dù ít sủa hơn những loài khác, có xu hướng sủa nhiều và to khi bị bỏ ở bên ngoài, lúc ban ngày hoặc ban đêm. Điều này làm cho loài này không phù hợp với cuộc sống trong khu vực thành thị đông đúc. Tiếng sủa của chúng rất khàn, thấp và sâu và có thể nghe được từ một khoảng cách xa đáng kể. Giống này có thể hung dữ với người lạ và những con chó lạ khi đi người và vật đi qua nhà hoặc lãnh thổ, nó nên có một khoảng sân có hàng rào chắc chắn, đặc biệt là trong thành phố và khu vực ngoại ô. Chúng dễ gây đổ vỡ đồ đạc và sẽ thích ở trong nhà để gần gũi với chủ nuôi.
Giống chó ngao Tây Ban Nha là nhóm chó chăn gia súc cổ xưa và rất giống với người họ hàng của chúng là Chó chăn cừu Anatoli, giống như hầu hết các loài chó chăn gia súc, chó ngao Tây Ban Nha nhìn chung thì bản chất khá độc lập, trông không thực sự ưa nhìn như một con Golden Retriever, chó săn vịt (Poodle) hoặc chó võ sĩ (Boxer), chúng có thể thờ ơ hầu hết thời gian và chúng thường không đưa lại một sự lôi cuốn nào và khá xa cách, thậm chí với cả những người chủ. Chúng cũng đường bệ, quý tộc và không quá chứng tỏ bản thân. Chúng có phần thụ động trong nhà và nên có ít nhất là một khoảng sân rộng. Những con cái có thể lãnh đạm hơn và ít ưa nhìn hơn những con đực và những con đực thường có tính cách dễ thương hơn.
Tuy nhiên, những con cái có phần giảo hoạt và có cái sự thông minh lém lĩnh hơn. Dù vậy, những con chó này trung thành và yêu quý, sẽ hi sinh cuộc sống của nó để bảo vệ gia chủ hoặc đàn gia súc khi cần thiết. Chúng muốn gần bên tất cả thời gian trong ngày và theo chủ. Chúng có tính bảo vệ lãnh địa cao và cần sự tái đảm bảo từ chủ nhân khi có khách tới nhà nên cho chúng biết họ không phải là mối đe dọa, những vị khách lai vãng không có cơ hội bước vào nhà riêng. Giống chó này cần một người chủ tự tin, thích hợp, cương quyết tại mọi thời điểm. Nếu không như vậy, là một con vật suy nghĩ độc lập, chúng sẽ không tuân lệnh và từ chối để người lạ vào nhà, không quan tâm đến việc người đó có phải là mối đe dọa hay không.
Nhiều cá thể dường như có khả năng phân biệt giữa bạn và thù. Không giống như nhiều giống chó chăn gia súc khác như chó chăn cừu Kavkaz (Caucasian Ovtcharka) và chó Ovtcharka Miền Nam nước Nga (South Russian Ovcharka), giống ngao này luôn đưa ra những cảnh cáo với nhiều sự đe dọa, sủa sâu và trầm đưa ra rõ ràng những ý định của nó, trước khi sẽ hành động, không có những cuộc tấn công mà không khiêu khích trước. Chúng cũng có phần ít hiếu chiến hơn trong việc chúng không phản ứng nhanh đối với sự kích thích và cũng nằm sau Caucasian Ovtcharka và Ovtcharka Miền Nam nước Nga, làm cho chúng thành những con chó canh gác dễ dàng hơn với tài sản của chủ. Cho dù giống Ngao này có thể thụ động và thậm chí lười biếng suốt cả ngày, nhưng chúng luôn luôn theo dõi và cảnh giác đối với mọi thứ chuyển động xung quanh chúng và sẵn sàng bảo vệ hoặc phòng thủ.
Chúng dường như trở nên thậm chí cảnh giác hơn và phòng thủ hơn vào buổi đêm hơn thời gian ban ngày và bóng đêm dường như làm mạnh lên giác quan của chúng do những loài thú săn mồi ở Tây Ban Nha có xu hướng hoạt động mạnh nhất vào buổi đêm. Có thể nhanh nhẹn và khéo léo một cách không ngờ mặc dù kích thước to lớn và đồ sộ của nó. Chúng thường lựa chọn điểm cao nhất chúng có thể tìm thấy (như một ngọn đồi nhỏ, thuộc dinh cơ, từ đó quan sát lãnh địa của chúng đối với kẻ thù tiềm tàng. Chó ngao Tây Ban Nha không tin tưởng vào người lạ, cả người và vật. Bất kỳ mức độ ngại ngùng hoặc sợ hãi nào sẽ là không phù hợp đối với giống chó này, cũng như quá thù địch hoặc không ổn định về tinh thần. 

## Sử dụng

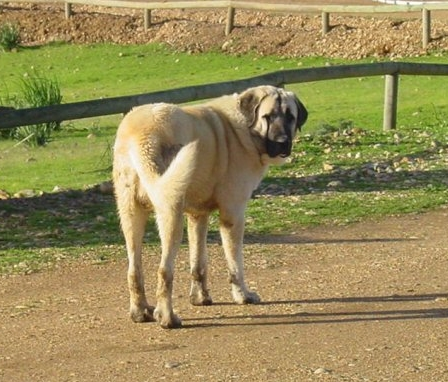
Chó ngao Tây Ban Nha được sử dụng như những con chó nghiệp vụ

Ở Tây Ban Nha, những người chăn cừu thường đeo vòng cổ gai nhọn truyền thống cho những con ngao Tây Ban Nha của họ để bảo vệ cổ của chúng trong trường hợp chúng đánh nhau với sói khi bảo vệ đàn gia súc. Chúng chưa và chưa bao giờ chăn gia súc, chỉ bảo vệ chúng. Chúng cũng được sử dụng như chó nghiệp vụ, kéo vật nặng qua những địa hình phức tạp với những kết quả tuỵêt vời đối với việc bảo vệ dinh cơ, như những vườn nho, vườn quả, những ngôi nhà, những dinh thự lớn và trong quá khứ suốt cuộc nội chiến Tây Ban Nha, canh kho đạn dược.
Chúng là những con chó tương đối yên lặng khi trưởng thành, nhưng như với tất cả các loài chó khác, chúng có thể khá hiếu động suốt thời kỳ thơ ấu, nhưng khi trưởng thành chúng là những con chó khá tĩnh lặng và ít hiếu động. Ngao Tây Ban Nha giống như nhiều loài chó khổng lồ khác, trưởng thành khá chậm, đặc biệt là những con đực chỉ trưởng thành khi được 2 năm rưỡi đến 3 năm tuổi. Chúng thường rất chịu đựng và kiên nhẫn với trẻ nhỏ, vật nuôi và những thành viên khác trong gia đình, nhưng với người lạ thì nó phải được giới thiệu một cách cẩn thận.
Là một con chó to lớn và khỏe mạnh, chúng có thể vô tình làm bị thương trẻ nhỏ, đặc biệt là với những con còn non có xu hướng đùa nghịch thô bạo. Chúng có thể rất hung hãn với những con chó không vững vàng, đặc biệt là đối với những con cùng là giống đực và chúng chắc chắn sẽ không tốt đối với những con chó lạ mà xâm nhập vào lãnh địa của chúng. Chó ngao Tây Ban Nha rất quyết đoán và sẽ không bỏ đi nếu bị thách thức hoặc bị lấn át bởi một con chó khác. Nói chung, chúng không thích đuổi theo quả bóng lăn, khúc gậy ném xa hoặc những trò chơi thú vị, bởi vì bản năng săn mồi của chúng tương đối thấp.

## Huấn luyện

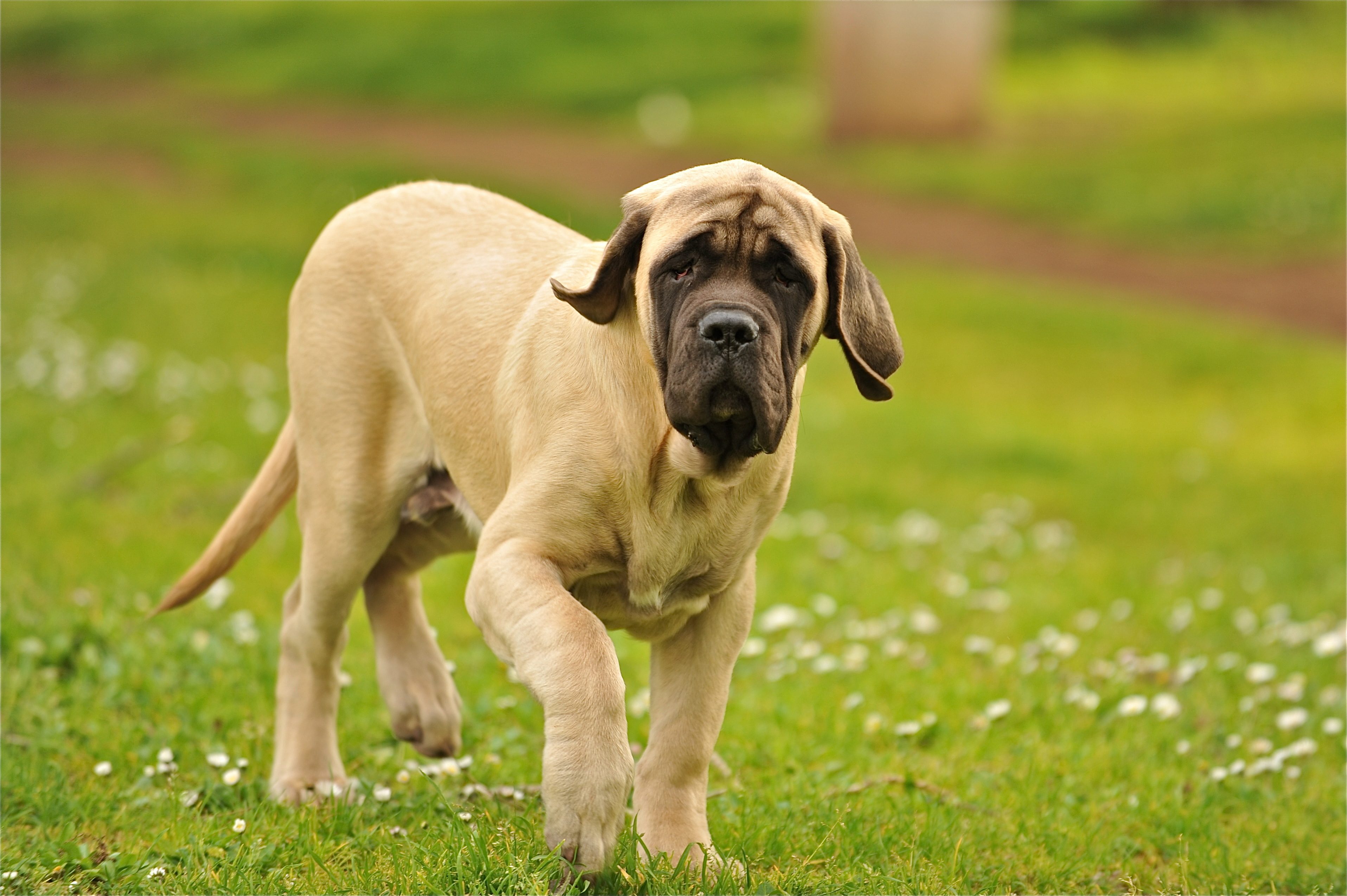
Chúng cần được huấn luyện ngay từ nhỏ

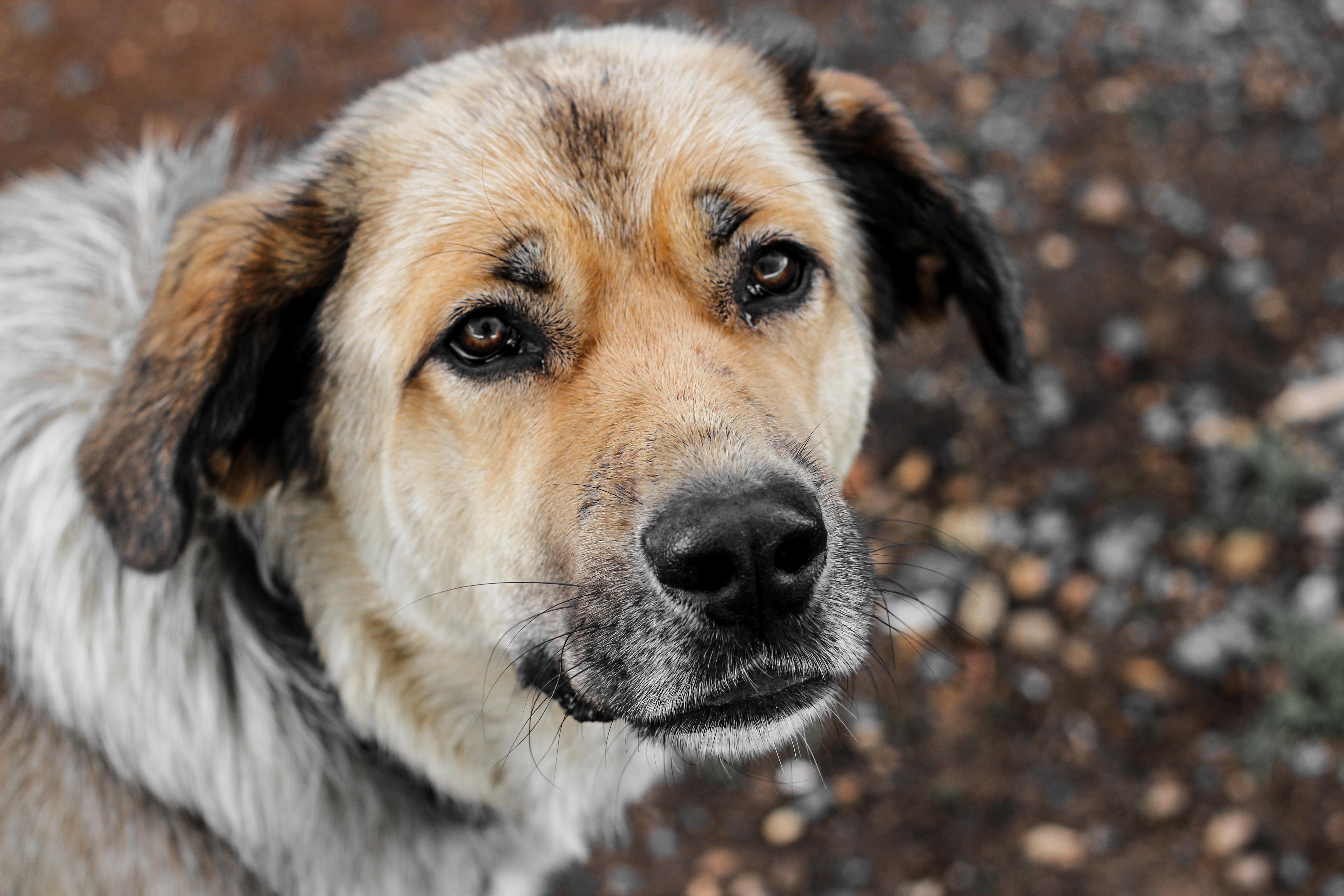
Chúng là giống chó khó dạy

Với những đặc điểm có tính chiếm hữu của loài Ngao Tây Ban Nha cần một người chủ có tính cách mạnh mẽ. Người chủ và những người xung quanh nó, quyết định toàn bộ tính cách của nó. Những con chó này không dành cho những người mới nuôi chó lần đầu. Một con chó ngao tốt sẽ là một con chó khỏe mạnh, hoàn toàn không sợ hãi, tự tin và tính cách ổn định. Mở rộng quan hệ xã hội và huấn luyện cho cún con từ khi ấu thơ trong suốt giai đoạn quan trọng từ 3 đến 12 tuần tuổi là rất cần thiết nếu bạn muốn con Ngao trở nên đáng tin cậy khi tiếp xúc với xã hội và với những con chó khác.
Tuy nhiên, chúng có thể hòa nhập xã hội, không phải cố gắng nhiều ở bất cứ độ tuổi nào. Khi là cún con, nó không hòa nhập xã hội một chút nào cho đến tận khi nuôi nó đến 16 tháng và nó rất đáng tin cậy khi tiếp xúc với nơi công cộng và tốt với những con chó và động vật khác. Giống chó này rất thông minh và có khả năng tự đưa ra quyết định và giải quyết vấn đề. Dù là giống chó thông minh, chúng có thể bướng bỉnh với việc phục tùng chủ nhân và không phải là loài dễ vâng lời khi huấn luyện, bởi bản tính độc lập của nó. Chúng học nhanh, nhưng nếu không thể hiện bản thân bạn có một phong cách lãnh đạo mạnh mẽ, chúng sẽ không đáp ứng lại mệnh lệnh đó.
Nếu không thể hiện sự nghiêm khắc, nhưng nhẹ nhàng, chúng có thể có xu hướng không nghe; chỉ có thể vâng lời chu theo những thuật ngữ của chúng và có thể đáp ứng với mệnh lệnh chậm, đặc biệt nếu chúng không thích làm điều đó. Đừng mong đợi loài này trở nên vâng lời dễ điều khiển như Chó Bẹc giê Đức, chó Collie biên giới (Border Collie) hoặc Labrador Retriever. Huấn luyện mềm mỏng với những món quà vì những con chó này thường thích thưởng thức ăn là một cách tiếp cận quyết đoán nhưng yêu thương, thích hợp sẽ đưa lại những kết quả tốt nhất. Tránh lặp lại những mệnh lệnh tương tự trong suốt những bài huấn luyện, hoặc những con chó sẽ trở nên buồn chán với điều đó. Những tính cách này là do thực tế giống chó Tây Ban Nha, cũng như hầu hết các loài chó chăn gia súc, được sinh ra để làm việc một cách độc lập, hơn là cùng với chủ nhân.
Những con chó này thường lấn át những con chó khác và cần có một người chủ thích hợp và biết cách điều khiển nó, nó chỉ trở nên phục tùng chủ khi chức năng Anpha (cá thể thức bậc cao hay con thống lĩnh) được thiết lập và hướng về những đàn gia súc mà nó chăn dắt. Một sự tiếp cận hà khắc sẽ mang lại những tính cách không mong đợi đối với nó. Chúng luôn luôn theo sát bầy gia súc, dồn những con sói và những kẻ thù khác vào đường cùng. Chúng không đuổi kẻ thù đi xa mà tiếp cận, và dọa dẫm chúng một cách mãnh liệt, sủa sâu và trầm để giữ khoảng cách. Tuy nhiên nếu kẻ thù không bỏ chạy, chúng sẽ đánh lại không chút sợ sệt và đầy quyết đoán đối với kẻ thù hoặc kẻ xâm nhập (người hoặc dã thú), đến chết để bảo vệ những gì mà nó cai quản.